# Hyakkai zukan
Lo Hyakkai zukan (百怪図巻? lett. "volume illustrato di cento demoni") è una serie di pergamene dipinte durante il periodo Edo dall'artista giapponese Sawaki Sūshi (佐脇 嵩之?).
Terminate nel 1737, queste pergamene sono dei bestiari di esseri soprannaturali: fantasmi, spiriti e diversi mostri, le cui descrizioni sono basate sulla letteratura, sul folclore e su altre opere d'arte. Lo Hyakkai zukan ha avuto una forte influenza sull'immaginario degli yōkai nel Giappone delle successive generazioni.

## Dipinti

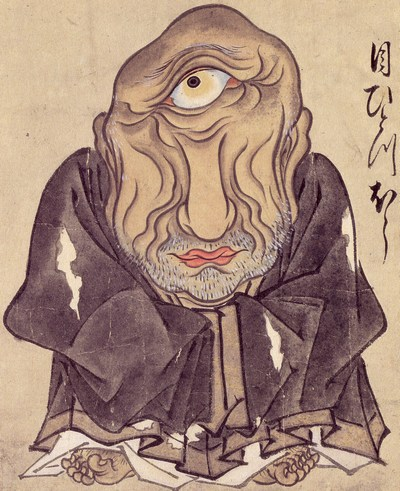
Mehitotsubou (目一つ坊?)
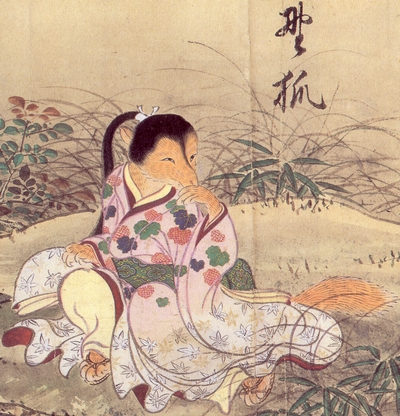
Kitsune (野狐?)
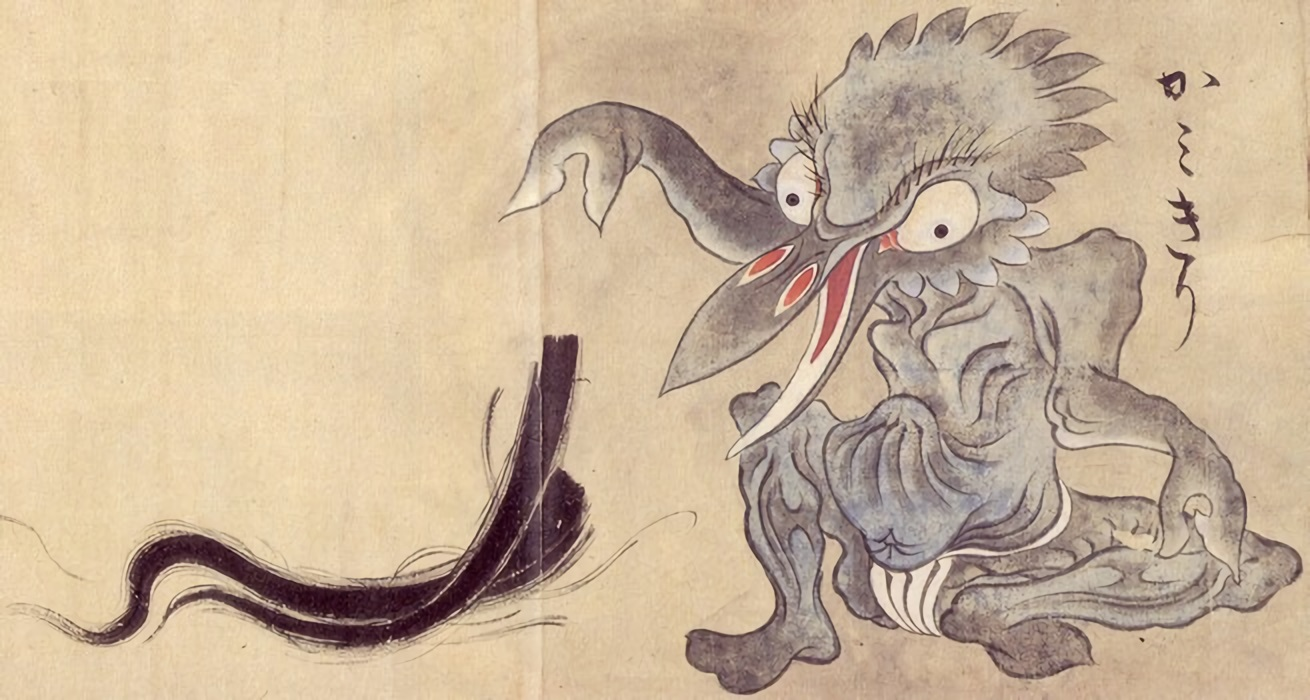
Kamikiri (髪切り?)
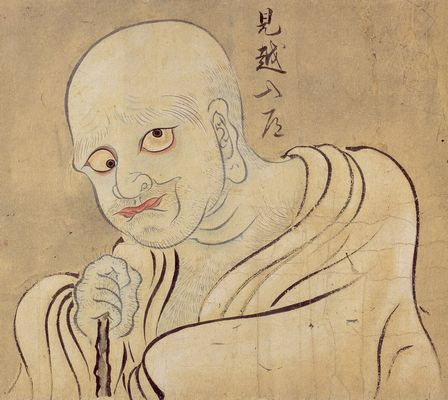
Mikoshi-nyūdō (見越入道?)
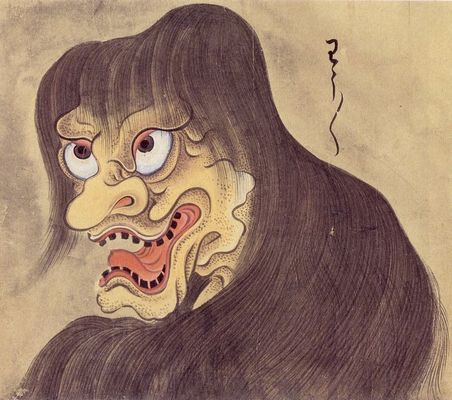
Oni (苧うに?)
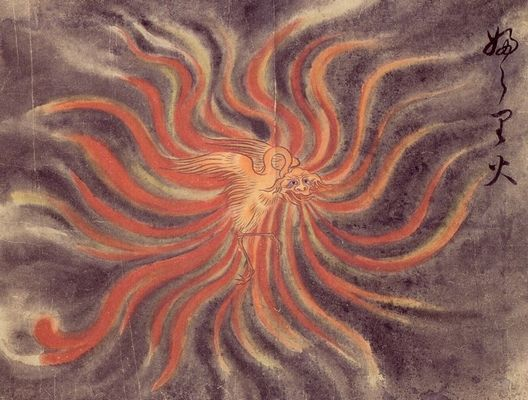
Furaribi (ふらり火?)
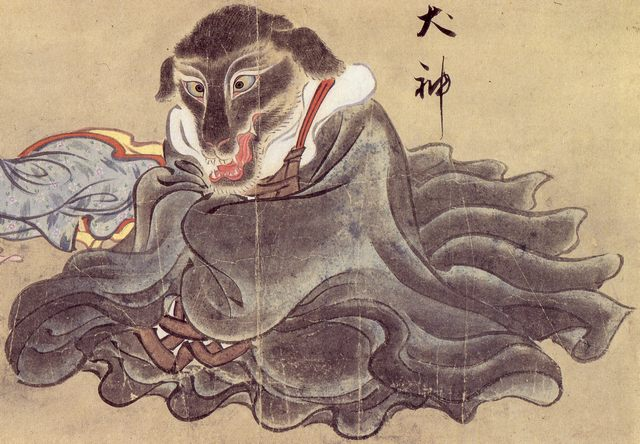
Inugami (犬神?)
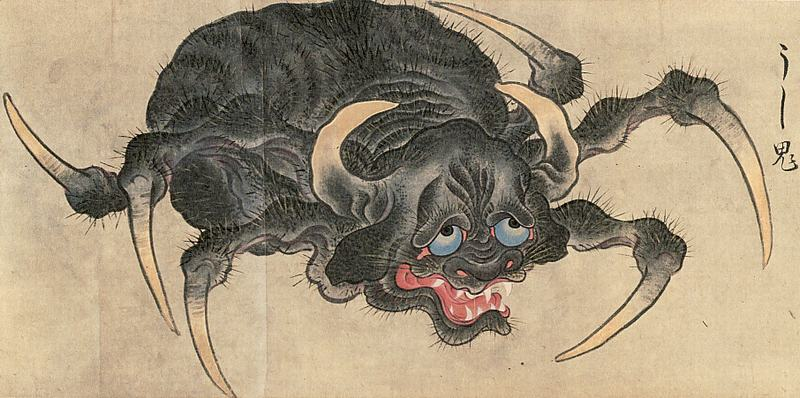
Ushi-oni (牛鬼?)
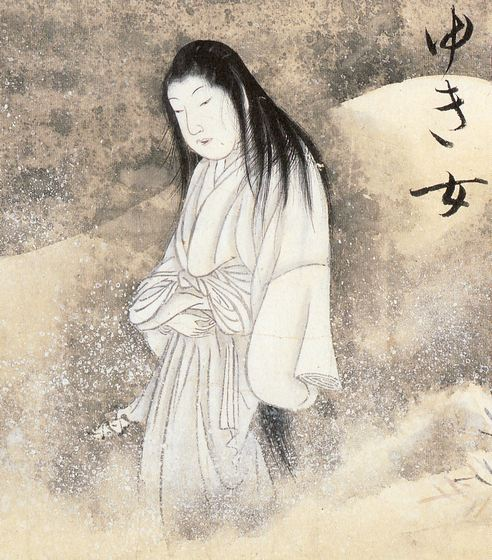
Yuki-onna (雪女?)
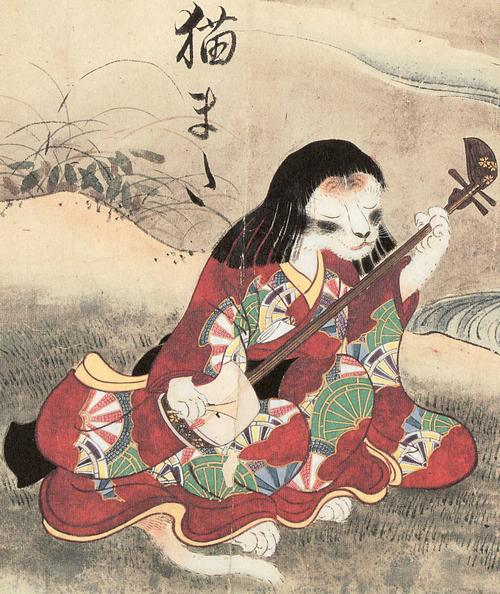
Nekomata (猫又?)
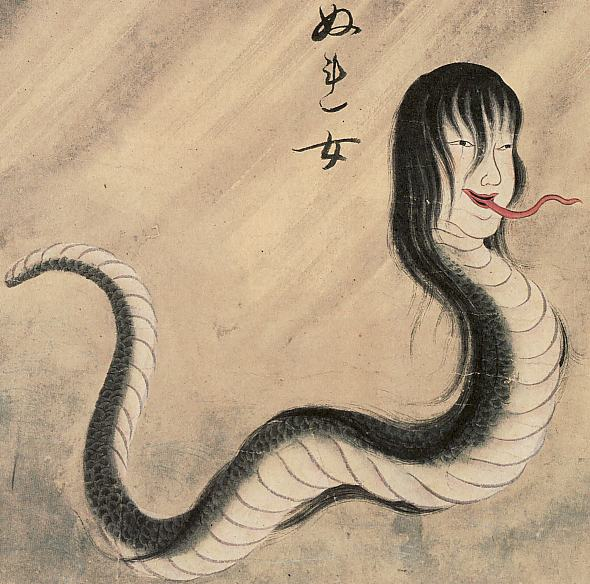
Nure-onna (濡女?)
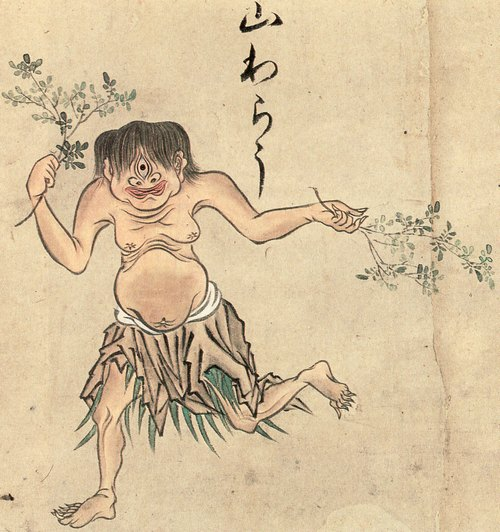
Yama-waro (山童?)
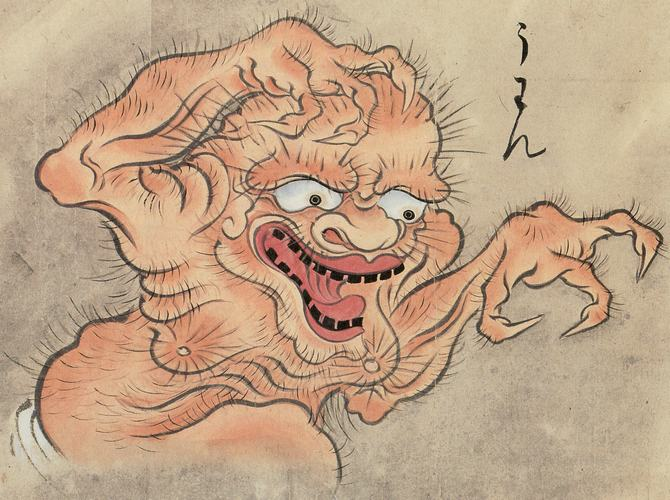
Uwan (うわん?)
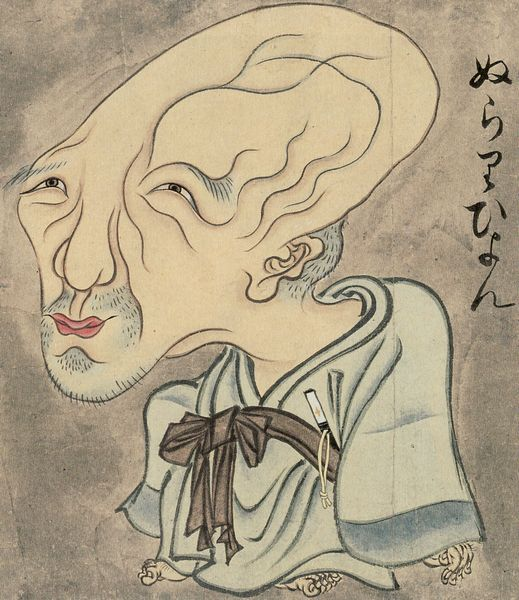
Nurarihyon (ぬらりひょん?)